# Neurofotoreceptoreplotyka jako magia bytu
Neurofotoreceptoreplotyka jako magia bytu – trzeci, a zarazem ostatni album wydany przez eksperymentalny zespół Kanał Audytywny w 2005 roku. Album składa się z dwóch płyt zawierających łącznie ponad półtorej godziny muzyki.
Płyta uzyskała nominację do nagrody polskiego przemysłu fonograficznego Fryderyka 2005 w kategorii „album roku hip-hop/R&B”.

## Lista utworów
CD 1
| 1.  | „Intro – Taniec Membran””   | 3:38 | (gościnnie: Michał Litwiniec)                |
| 2.  | „Neurofotoreceptoreplotyka” | 2:32 |                                              |
| 3.  | „Fotosynteza”               | 3:56 | (gościnnie: Agim Dżejlili, Michał Litwiniec) |
| 4.  | „Klinika Psychoromana”      | 3:38 | (gościnnie: Adam Baron)                      |
| 5.  | „Freaky Sound”              | 1:24 |                                              |
| 6.  | „Pobudka”                   | 0:57 |                                              |
| 7.  | „Radiowa Piosenka o Niczym” | 3:57 | (gościnnie: Adam Baron, Natalia Grosiak)     |
| 8.  | „Skrzynia Ikarusa”          | 4:28 |                                              |
| 9.  | „Nienasycenie”              | 6:11 | (gościnnie: Natalia Grosiak)                 |
| 10. | „D. Dykowaneani D.”         | 2:36 |                                              |
| 11. | „Na Audytywnej Fali”        | 4:01 |                                              |
| 12. | „What is Music”             | 4:27 | (gościnnie: Adam Baron, Natalia Grosiak)     |
| 13. | „06.08.2005.”               | 7:58 |                                              |
| 14. | „Outro – Klólik Konektor”   | 0:48 |                                              |

CD 2
| 1.  | „Klólik konektor”          | 0:22 |                                               |
| 2.  | „Intro 003”                | 3:15 | (gościnnie: Natalia Grosiak)                  |
| 3.  | „2 Pokoje”                 | 4:47 | (gościnnie: Rahim)                            |
| 4.  | „Kod Relacji”              | 3:23 | (gościnnie: DJ Patrysia)                      |
| 5.  | „Ponad Śródmieściem”       | 3:33 |                                               |
| 6.  | „Miłość Robotów #01”       | 4:01 |                                               |
| 7.  | „Miłość Robotów #02”       | 1:11 | (gościnnie: Natalia Grosiak, Dawid Szczęsny)  |
| 8.  | „Luksfery Sedno”           | 4:14 |                                               |
| 9.  | „Jakby Zerwał Się Film”    | 3:30 |                                               |
| 10. | „Sample”                   | 3:47 |                                               |
| 11. | „Pętla”                    | 3:34 |                                               |
| 12. | „All Stars Scratch Sesion” | 2:57 | (gościnnie: Dawid Szczęsny)                   |
| 13. | „Standard”                 | 3:02 | (gościnnie: Agata Radwańska, Natalia Grosiak) |